# Deinypena transversata
Deinypena transversata är en fjärilsart som beskrevs av Holland 1920. Deinypena transversata ingår i släktet Deinypena och familjen nattflyn. Inga underarter finns listade i Catalogue of Life.